# Quận Routt, Colorado
Quận Routt là một quận thuộc tiểu bang Colorado, Hoa Kỳ.
Quận này được đặt tên theo John Long Routt. Theo điều tra dân số của Cục điều tra dân số Hoa Kỳ năm 2010, quận có dân số 23509 người. Quận lỵ đóng ở Steamboat Springs.

## Địa lý
Theo Cục điều tra dân số Hoa Kỳ, quận có diện tích 6130 km2, trong đó có 16 km2 là diện tích mặt nước.